# Сакамотови дани
Сакамотови дани (енгл. Sakamoto Days) јапанска је манга серија коју је написао и илустровао Јуто Сузуки. Од 21. новембра 2020. године се серијализује у шонен манга часопису Weekly Shōnen Jump. Спиноф манга Sakamoto Holidays се серијализује од 4. јула 2024. године у шонен манга магазину Saikyō Jump.
Прича се врти око човека по имену Таро Сакамото, плаћеног убице у пензији који живи миран живот као породични човек. Међутим, његов миран живот је поремећен када бивши непријатељи дођу у потрази за осветом. Да би заштитио своју породицу и вољене, Сакамото мора да искористи своје изузетне борбене вештине како би се суочио са разним противницима док покушава да одржи своју уобичајену фасаду.
У јануару 2025. године премијерно је приказана аниме серија, коју у Србији емитује Netflix.

## Радња
Таро Сакамото је некада плаћени убица, који је временом стекао легендарни статус у криминалном подземљу тако што су га се једни плашили, а други обожавали. Међутим, једног дана Сакамото се на први поглед заљубио у Аои. Да би се забављали, Аои му је дала ултиматум да мора напустити посао убице и да никада више не убија. Сакамото се сложио и након његовог пензионисања почели су да се забављају, венчали су се, добили ћерку Хану и на крају отворили сопствену породичну продавницу у малом приградском насељу.
Неколико година касније, Сакамото живи скромни животи. Људи из његовог некадашњег живота га проналазе, а многи убрзо покушавају да нападну породицу Сакамото, било да траже освету или му замерају одлазак у пензију. Сада, уз помоћ бившег убице Шина Асакуре и ћерке шефа криминала Љуа Шаотанга, Сакамото мора да заштити своју породицу од криминалног подземља, кријући то од супруге Аои.